# Dallas-Fort Worth Film Critics Association
La Dallas-Fort Worth Film Critics Association (DFWFCA) est une association américaine de critiques de cinéma, basée dans la région métropolitaine de Dallas et Fort Worth, au Texas et fondée en 1990.
Elle remet chaque année depuis 1991 les Dallas-Fort Worth Film Critics Association Awards (DFWFCA Awards), qui récompensent les meilleurs films de l'année écoulée.

## Catégories de récompenses
- Meilleur film
- Meilleur réalisateur
- Meilleur acteur
- Meilleure actrice
- Meilleur acteur dans un second rôle
- Meilleure actrice dans un second rôle
- Meilleur scénario
- Meilleure photographie
- Meilleur film en langue étrangère
- Meilleur film d'animation
- Meilleur film documentaire
- Prix Russell Smith du meilleur film indépendant
- Pire film (jusqu'en 2008)